# Bulnes (Chile)
Bulnes é uma comuna da província de Diguillín, localizada na Região de Ñuble, Chile. Possui uma área de 425,4 km² e uma população de 21.493 habitantes (2017).